# Кестхейи, Вивьен
Вивьен Кестхейи (венг. Keszthelyi Vivien; родилась 7 декабря 2000, Дебрецен, Венгрия) — венгерская автогонщица, победительница соревнований по турингу, участник Audi Sport Racing Academy.
Кестхейи начала участвовать в международных соревнованиях в 13-летнем возрасте, начиная с FIA Swift Cup Europe, в 2014 году, удачно завершила два сезона. С осени 2015 года была единственным и самым молодым членом Audi Sport Racing Academy. В 2016 году выиграла свои первые титулы за рулём Audi TT в кубке FIA по кольцевым автогонкам в FIA Central European Zone. В возрасте 15 лет стала чемпионкой Венгрии как в спринтерской категории (на короткие дистанции), так и в категории гонок на выносливость (на длинные дистанции).
В 2017 году Вивьен заняла второе место в Audi Sport TT Cup. В 2018 году, помимо победы в зачёте Rookie (среди юниоров) в R8-Cup, стала второй в абсолютном зачёте. Тем самым она стала самой молодой гонщицей, завершившей сезон подиумом в международных гонках класса GT4. В 2019 году участвовала в зимней серии чемпионата F3 Asian Championship Winter Series, а также участвовала в женском формульном турнире W Series.

## Карьера

### Начало
Вивьен интересовалась автомобилями с 4 лет. По её призванию, она предпочитала играть в электрические джипы, а не в куклы. Ей было 12 лет, когда она впервые увидела живую гонку на Red Bull Ring, здесь и случилось, что она решила заняться автогонками. Будучи исключительно талантливой, а также целеустремлённой и последовательной, она легко справлялась с соревнованиями среди взрослых, несмотря на свой юный возраст.

### 2014
Из-за юного возраста ей разрешили участвовать в Европейской серии FIA Swift Cup только при наличии специальной лицензии. Она заняла третье место в категории юниоров и шестое место в абсолютном финале взрослой сетки. Видя её выдающиеся достижения, промоутер Swift Cup Austria пригласил её на один заезд в Австрийской серии в качестве единственного венгерского пилота. Она заняла отличное 4-е место в рейтинге взрослых мужчин, доказав её несомненный дар к вождению гоночных автомобилей.

### 2015
Во втором сезоне FIA Swift Cup Europe Кестхейи заняла абсолютное 3-е, 2-е места в категории юниоров и 1-е место в категории женщин.

### 2016
Академия Audi Sport Racing Academy, созданная в этом же году, хотела использовать её потенциал. После успешных тестов в Германии она была выбрана как единственная женщина, которая вошла в тройку академиков в программе развития талантов, продвигаемой Audi Sport при поддержке завода. Это был гигантский скачок в её карьере, и с 15 лет она стала первым пилотом венгерского автоспорта, прошедшим заводскую подготовку.
После смены категории она оставила позади машину своих прежних успехов и села за руль Audi TT мощностью 350 лошадиных сил, чтобы участвовать в Центральноевропейской зоне FIA.  Ей не потребовалось много времени, чтобы сделать это, она финишировала первой в категориях спринта (короткая дистанция) и выносливости (длинные дистанции) в конце своего первого сезона. Она могла гордиться тем, что была двукратной чемпионкой Венгрии в 15 лет.
В заключительный уик-энд сезона в 60-й гонке в своей карьере Кестхейи в 60-й раз поднялась на подиум, завоевав 25-й титул.

### 2017
В 2017 году она участвовала в гонках Audi Sport TT Cup Series, где у неё была возможность впервые испытать сильную конкуренцию «тело к телу» или, скорее, «машина к машине» между равными автомобилями.  В течение сезона ей удалось совершить 7 из 14 заездов из-за обстоятельств, не зависящих от неё, таких как несчастные случаи, штраф в результате сбоя связи.  Несмотря на все это, она заработала 65 очков и заняла 13-е место в чемпионате, что делает её самым молодым бомбардиром международных серий в истории венгерского автоспорта.

### 2018
В сезоне 2018 года она участвовала в гонке Audi Sport Seyffarth R8 LMS GT Cup.  Первая езда на заднеприводном гоночном автомобиле стала для неё уникальным опытом. Это также был огромный шаг вперёд, поскольку этот автомобиль GT4 V10 с двигателем объёмом 5200 куб.  См и мощностью 500 лошадиных сил был намного мощнее, чем её предыдущие модели.
Она завоевала титул в категории новичков, совершив потрясающий обгон на последнем круге последнего заезда сезона, и стала серебряным призёром в абсолютной категории.  Это выступление сделало её самой молодой женщиной-пилотом всех времён, которая поднялась на подиум в конце сезона в международной категории GT4 (Grand Touring).

### 2019
2 января 2019 года было официально объявлено, что Кестхейи будет выступать в качестве гонщика BlackArts Racing, и её дебют должен был состояться в чемпионате Азии F3, сертифицированном FIA. Участвуя в чемпионате Азии, она стала самой молодой и единственной женщиной-пилотом в истории венгерского автоспорта, которая за весь сезон вышла в международную категорию Формулы 3.  В своей самой первой серии Формулы 3 ей удалось набрать очки в 5 из 9 гоноках, всего 13 очков, заняв 13-е место. Она стала самым молодой и самой успешной венгерской автогонщицей в этой категории.

### Серия W
Для участия в турнире Серия W, предназначенном исключительно для женщин-пилотов, было отобрано 18 гонщиц из 100 претенденток.  После двух туров Кестхейи попала в Топ-28. Последняя квалификационная сессия прошла в конце апреля, после чего были названы имена тех, кто заслужил места в сетке и были опубликованы серией. Как выяснилось, 18-летний венгерский пилот собиралась продолжить свою карьеру в качестве официального пилота-испытателя по контракту и резервного гонщика серии в сезоне 2019 года, став одним из самых молодых пилотов стартовой сетки.
Сначала она могла стартовать на трассе Золдер из-за травмы Эммы Кимилкинен, но её машина была повреждена на втором круге, поэтому ей пришлось сойти с дистанции. Однако во втором заезде в Мизано она финишировала 10-й, набрав первое очко. В последнем заезде сезона на трассе «Брэндс-Хэтч» она снова смогла выровняться. Начиная с 17-го места ей удалось занять 14-е место. Она заняла 17-е место в таблице.
Её результаты в сезоне 2019 года вместе с очками, полученными в первом сезоне F-3, сделали её самым эффективным пилотом в этой категории в истории венгерского автоспорта.
6 августа 2020 года Carlin Motorsport подписала трёхлетнее соглашение о сотрудничестве с Кестхейи.

## Вне трассы
С самого начала своей карьеры она всегда помнила о благотворительности, постепенно все активнее занимаясь социальными вопросами:
Она была выбрана Чемпионом ЮНИСЕФ
Выбрана спортивным послом Mosoly Alapítvány (Фонд)
Она является активным участником Dare to Be Different, всемирного движения, инициированного Сьюзи Вольф, женой Тото Вольфа, руководителя команды и генерального директора Mercedes Team. Цель движения - использовать все возможные средства и программы для продвижения тех девушек, которые видят себя пилотами, гоночными инженерами или руководителями команд в автоспорте в будущем.
Она также считает благополучие животных жизненно важным вопросом, который играет центральную роль в её жизни.
Она удочерила белого тигра и панду от WWF, пытаясь привлечь внимание к исчезающим видам.
В декабре 2017 года она начала получать PPL (лицензию частного пилота), которая обязательна для управления вертолётом. Она может стать самым молодым пилотом вертолёта в истории венгерской авиации.
В октябре 2018 года венгерское отделение ЮНИСЕФ объявило на широкомасштабном пресс-мероприятии, что Вивьен Кестхейи была выбрана чемпионом ЮНИСЕФ. Как сторонник ЮНИСЕФ она хотела бы подчеркнуть важность снижения уровня детской смертности и поддержки иммунизации младенцев.
Она часто посещает различные другие серии, такие как Blancpain GT Series, ADAC GT Masters или гоночные уик-энды Формулы-1, она регулярно появляется на мероприятиях, организованных или спонсируемых Audi Hungary.
Хотя большую часть времени она тренируется и участвует в гонках, в остальное время ей нравится играть на пианино или кататься на лошади.

## Общая информация
По словам Эгона Буркуша, промоутер Swift Cup Europe Вивьен уже была зрелым и талантливым пилотом в 13 лет.
"Наивысшим приоритетом молодой девушки является её страсть к вождению, которая приносит свои плоды ... Вивьен - абсолютный профессионал, ничто не может удержать её от автоспорта, даже если она получила травму в гонках".
"Она лучше, чем многие мужчины-пилоты".
"Она заставила мужчин-пилотов уважать ее. Однако амбициозного подростка это не может удовлетворить, её цель - стать самой быстрой в мире".
"Вивьен Кестхейи с 15 лет является одним из лучших венгерских автогонщиков".
"Чудо-девчонка".
"Вивьен стала для меня большим сюрпризом, несмотря на то, что ей всего 16 лет, она невероятно умна и спокойна.[для кого?]
Она прекрасно управляет своим автомобилем Audi TT Cup".

## Призы и награды
По итогу голосования среди читателей венгерского автоспортивного журнала Autósport és Formula — (formula.hu), выбиравших лучшего венгерского спортсмена 2019 года, заняла 11 место. В категории Женщина-гонщик года из Венгрии 2019 года заняла первое место.

## Статистика выступлений
| Легенда к таблице |                                                                    |
| --- | ------------------------------------------------------------------ |
| В таблице перечислены результаты всех гонок, в которых принимал участие гонщик. Строками таблицы являются сезоны, столбцами — этапы соревнований. В каждой клетке указаны сокращённое название этапа и результат, дополнительно обозначенный цветом. Расшифровка обозначений и цветов представлена в нижеследующей таблице. |                                                                    |
| \| Пример \| Описание \| \| ------------ \| ------------------------------------------------------------------ \| \| 1 \| Победитель \| \| 2 \| Второе место \| \| 3 \| Третье место \| \| 5 \| Финишировал, заработав очки \| \| Сход \| Не финишировал, но при этом заработал очки \| \| 12 \| Финишировал, не получив очков \| \| НКЛ \| Финишировал, но не попал в финальную классификацию \| \| 15 \| Участвовал вне зачёта, либо по отдельной классификации \| \| 18 \| Не финишировал, но попал в финальную классификацию \| \| Сход \| Не финишировал \| \| НКВ \| Не прошёл квалификацию \| \| НПКВ \| Не прошёл предквалификацию \| \| ДСК \| Дисквалифицирован \| \| ИСК \| Исключён из протокола соревнований \| \| ТТ \| Заявлен для участия только в тренировках \| \| НС \| Участвовал в квалификации, но не стартовал в гонке \| \| Т \| Травмирован или болен \| \| ОТК \| Отказ от участия \| \| НТР \| Прибыл на соревнования, но на трассу не выезжал \| \| НПР \| Был заявлен в числе участников, но не прибыл к началу соревнований \| \| О \| Соревнования отменены \| \| \| Не участвовал \| \| Поул-позиция \| \| \| Быстрый круг \| \| |                                                                    |
| Пример | Описание                                                           |
| 1 | Победитель                                                         |
| 2 | Второе место                                                       |
| 3 | Третье место                                                       |
| 5 | Финишировал, заработав очки                                        |
| Сход | Не финишировал, но при этом заработал очки                         |
| 12 | Финишировал, не получив очков                                      |
| НКЛ | Финишировал, но не попал в финальную классификацию                 |
| 15 | Участвовал вне зачёта, либо по отдельной классификации             |
| 18 | Не финишировал, но попал в финальную классификацию                 |
| Сход | Не финишировал                                                     |
| НКВ | Не прошёл квалификацию                                             |
| НПКВ | Не прошёл предквалификацию                                         |
| ДСК | Дисквалифицирован                                                  |
| ИСК | Исключён из протокола соревнований                                 |
| ТТ | Заявлен для участия только в тренировках                           |
| НС | Участвовал в квалификации, но не стартовал в гонке                 |
| Т | Травмирован или болен                                              |
| ОТК | Отказ от участия                                                   |
| НТР | Прибыл на соревнования, но на трассу не выезжал                    |
| НПР | Был заявлен в числе участников, но не прибыл к началу соревнований |
| О | Соревнования отменены                                              |
| | Не участвовал                                                      |
| Поул-позиция |                                                                    |
| Быстрый круг |                                                                    |

### Кубок Сузуки моторспорт Австрия
| Год        | Команда         | Автомобиль         | 1     | 1     | 2     | 2     | 3     | 3     | 4     | 4     | 5    | 5       | Место | Очки |
| 2014       | Oxxo Motorsport | Suzuki Swift Sport | ХУН   | ХУН   | ЗАЛ   | ЗАЛ   | РБР   | РБР   | СЛК   | СЛК   | РБР  | РБР     | 18    | 10   |
| ---------- | --------------- | ------------------ | ----- | ----- | ----- | ----- | ----- | ----- | ----- | ----- | ---- | ------- | ----- | ---- |
| 2014       | Oxxo Motorsport | Suzuki Swift Sport | Г1 НС | Г2 НС | Г1 НС | Г2 НС | Г1 НС | Г2 НС | Г1 НС | Г2 НС | Г1 4 | Г2 Сход | 18    | 10   |
| Источники: |                 |                    |       |       |       |       |       |       |       |       |      |         |       |      |

### Свифт кубок Европы
| Год        | Команда         | Автомобиль         | Категория          | 1     | 1       | 2     | 2       | 3       | 3     | 4     | 4       | 5     | 5     | 6     | 6     | 7     | 7     | 7       | 8     | 8     | 8     | 8     | 8     | 8     | 8     | Место | Очки |
| 2014       | Oxxo Motorsport | Suzuki Swift Sport | Cузуки 1.6 Венгрия | ХУН 1 | ХУН 1   | СЛК 1 | СЛК 1   | ЗАЛ     | ЗАЛ   | ПАН   | ПАН     | РБР   | РБР   | СЛК 2 | СЛК 2 | ХУН 2 | ХУН 2 | ХУН 2   |       |       |       |       |       |       |       | 6     | 134  |
| ---------- | --------------- | ------------------ | ------------------ | ----- | ------- | ----- | ------- | ------- | ----- | ----- | ------- | ----- | ----- | ----- | ----- | ----- | ----- | ------- | ----- | ----- | ----- | ----- | ----- | ----- | ----- | ----- | ---- |
| 2014       | Oxxo Motorsport | Suzuki Swift Sport | Cузуки 1.6 Венгрия | Г1 3  | Г2 Сход | Г1 4  | Г2 7    | Г1 5    | Г2 3  | Г1 6  | Г2 2    | Г1 НС | Г2 НС | Г1 2  | Г2 4  | Г1 4  | Г2 4  | Г3 Сход |       |       |       |       |       |       |       | 6     | 134  |
| 2014       | Oxxo Motorsport | Suzuki Swift Sport |                    |       |         |       |         |         |       |       |         |       |       |       |       |       |       |         |       |       |       |       |       |       |       |       |      |
| 2014       | Oxxo Motorsport | Suzuki Swift Sport | Кубок юниоров      | Г1 2  | Г2 Сход | Г1 1  | Г2 3    | Г1 2    | Г2 2  | Г1 2  | Г2 1    | Г1 НС | Г2 НС | Г1 1  | Г2 2  | Г1 3  | Г2 3  | Г3 Сход | 3     | 75    |       |       |       |       |       |       |      |
|            |                 |                    |                    | 1     | 1       | 2     | 2       | 2       | 3     | 3     | 4       | 4     | 5     | 5     | 5     | 6     | 6     | 7       | 7     | 7     | 8     | 8     | 8     | 9     | 9     |       |      |
| 2015       | Oxxo Motorsport | Suzuki Swift Sport | Cузуки 1.6 Венгрия |       |         |       |         |         |       |       |         |       |       |       |       |       |       |         |       |       |       |       |       |       |       |       |      |
| 2015       | Oxxo Motorsport | Suzuki Swift Sport | Cузуки 1.6 Венгрия | ХУН 1 | ХУН 1   | РБР 1 | РБР 1   | РБР 1   | СЛК 1 | СЛК 1 | ЗАЛ     | ЗАЛ   | ПАН   | ПАН   | ПАН   | СЛК 2 | СЛК 2 | ХУН 2   | ХУН 2 | ХУН 2 | ХУН 3 | ХУН 3 | ХУН 3 | РБР 2 | РБР 2 | 3     | 238  |
| 2015       | Oxxo Motorsport | Suzuki Swift Sport | Cузуки 1.6 Венгрия | Г1 11 | Г2 7    | Г1 3  | Г2 Сход | Г3 Сход | Г1 2  | Г2 2  | Г1 Сход | Г2 5  | Г1 3  | Г2 1  | Г3 3  | Г1 O  | Г2 O  | Г1 1    | Г2 5  | Г3 5  | Г1 2  | Г2 2  | Г3 3  | Г1 4  | Г2 5  | 3     | 238  |
| 2015       | Oxxo Motorsport | Suzuki Swift Sport |                    |       |         |       |         |         |       |       |         |       |       |       |       |       |       |         |       |       |       |       |       |       |       |       |      |
| 2015       | Oxxo Motorsport | Suzuki Swift Sport | Кубок юниоров      | Г1 4  | Г2 3    | Г1 2  | Г2 Сход | Г3 Сход | Г1 1  | Г2 1  | Г1 Сход | Г2 2  | Г1 2  | Г2 1  | Г3 2  | Г1 O  | Г2 O  | Г1 1    | Г2 2  | Г3 1  | Г1 2  | Г2 1  | Г3 2  | Г1 2  | Г2 2  | 2     | 294  |
| 2015       | Oxxo Motorsport | Suzuki Swift Sport |                    |       |         |       |         |         |       |       |         |       |       |       |       |       |       |         |       |       |       |       |       |       |       |       |      |
| 2015       | Oxxo Motorsport | Suzuki Swift Sport | Среди женщин       | Г1 3  | Г2 2    | Г1 1  | Г2 Сход | Г3 Сход | Г1 1  | Г2 1  | Г1 Сход | Г2 1  | Г1 1  | Г2 1  | Г3 1  | Г1 O  | Г2 O  | Г1 1    | Г2 1  | Г3 1  | Г1 1  | Г2 1  | Г3 1  | Г1 1  | Г2 1  | 1     | 335  |
| Источники: |                 |                    |                    |       |         |       |         |         |       |       |         |       |       |       |       |       |       |         |       |       |       |       |       |       |       |       |      |

### Touring Car F group
| Year | Team            | 1   | 2   | 3   | 4   | 5   | 6   | 7   | 8   | 9   | 10  | 11  | 12  | DC |
| Year | Team            | HUN | HUN | AUT | AUT | HUN | HUN | HUN | SVK | SVK | HUN | HUN | HUN | DC |
| ---- | --------------- | --- | --- | --- | --- | --- | --- | --- | --- | --- | --- | --- | --- | -- |
| 2015 | OXXO Motorsport | DNS | DNS | DNS | DNS | DNS | DNS | DNS | 3   | 2   | DNS | DNS | DNS | 6. |

### FIA Central European Zone Touring Car Championship
| Year | Team     | Category               | 1   | 2   | 3   | 4   | 5   | 6   | 7   | 8   | 9   | 10  | 11  | 12  | DC |
| Year | Team     | Category               | HUN | HUN | HUN | HUN | HUN | SVK | SVK | CZE | CZE | HUN | HUN | HUN | DC |
| ---- | -------- | ---------------------- | --- | --- | --- | --- | --- | --- | --- | --- | --- | --- | --- | --- | -- |
| 2016 | Team VRS | Hungarian Championship | 2   | 2   | 1   | 1   | 1   | 1   | 1   | 1   | 1   | 1   | 1   | 1   | 1  |

| Year | Team     | Category                               | 1   | 2   | 3   | DC |
| Year | Team     | Category                               | SVK | CZE | HUN | DC |
| ---- | -------- | -------------------------------------- | --- | --- | --- | -- |
| 2016 | Team VRS | CEZ Endurance (Hungarian Championship) | 1   | 1   | 1   | 1  |

### Ауди спорт

#### Кубок Ауди спорт ТТ
| Год        | Команда | Автомобиль  | 1       | 1       | 2       | 2     | 3       | 3    | 4     | 4     | 5    | 5       | 6     | 6       | 7    | 7     | Место | Очки |
| 2017       | VRS     | Audi TT Cup | ХОК     | ХОК     | НЮР     | НЮР   | НОР     | НОР  | ЗАН   | ЗАН   | НЮР  | НЮР     | РБР   | РБР     | ХОК  | ХОК   | 13    | 65   |
| ---------- | ------- | ----------- | ------- | ------- | ------- | ----- | ------- | ---- | ----- | ----- | ---- | ------- | ----- | ------- | ---- | ----- | ----- | ---- |
| 2017       | VRS     | Audi TT Cup | Г1 Сход | Г2 Сход | Г1 Сход | Г2 НС | Г1 Сход | Г2 8 | Г1 11 | Г2 12 | Г1 9 | Г2 Сход | Г1 10 | Г2 Сход | Г1 8 | Г2 12 | 13    | 65   |
| Источники: |         |             |         |         |         |       |         |      |       |       |      |         |       |         |      |       |       |      |

#### Кубок Ауди спорт Сейффарт R8 LMS
| Год        | Команда | Автомобиль      | Категория            | 1    | 1    | 2    | 2    | 3    | 3    | 4    | 4    | 5    | 5    | 6     | 6    | Место | Очки  |
| 2018       | VRS     | Audi R8 LMS GT4 | Абсолютный чемпионат | ХОК  | ХОК  | ЛАУ  | ЛАУ  | ХУН  | ХУН  | БРХ  | БРХ  | МИЗ  | МИЗ  | НЮР   | НЮР  | 2     | 129   |
| ---------- | ------- | --------------- | -------------------- | ---- | ---- | ---- | ---- | ---- | ---- | ---- | ---- | ---- | ---- | ----- | ---- | ----- | ----- |
| 2018       | VRS     | Audi R8 LMS GT4 | Абсолютный чемпионат | Г1 3 | Г2 3 | Г1 4 | Г2 4 | Г1 4 | Г2 2 | Г1 7 | Г2 4 | Г1 4 | Г2 6 | Г1 11 | Г2 4 | 2     | 129   |
| 2018       | VRS     | Audi R8 LMS GT4 |                      |      |      |      |      |      |      |      |      |      |      |       |      |       |       |
| 2018       | VRS     | Audi R8 LMS GT4 | Кубок новичков       | Г1 2 | Г2 2 | Г1 3 | Г2 3 | Г1 2 | Г2 1 | Г1 2 | Г2 2 | Г1 2 | Г2 4 | Г1 4  | Г2 3 | 1     | 154,5 |
| Источники: |         |                 |                      |      |      |      |      |      |      |      |      |      |      |       |      |       |       |

### Результаты выступлений в Серии W
| НУ         | Сход | 10 | 13 | Г1 НУ | Г2 17 | 14 |
| Источники: |      |    |    |       |       |    |

### Результаты выступлений в Формуле-3

#### Азиатский чемпионат Формулы-3 — Зимняя серия
| Год        | Команда          | Шасси           | Двигатель           | 1    | 1     | 1    | 2     | 2     | 2     | 3       | 3     | 3     | Место | Очки |
| 2019       | BlackArts Racing | Tatuus F3 T-318 | Alfa Romeo 1.75 L4T | ЧАН  | ЧАН   | ЧАН  | СЕП 1 | СЕП 1 | СЕП 1 | СЕП 2   | СЕП 2 | СЕП 2 | 13    | 13   |
| ---------- | ---------------- | --------------- | ------------------- | ---- | ----- | ---- | ----- | ----- | ----- | ------- | ----- | ----- | ----- | ---- |
| 2019       | BlackArts Racing | Tatuus F3 T-318 | Alfa Romeo 1.75 L4T | Г1 8 | Г2 11 | Г3 9 | Г1 9  | Г2 11 | Г3 10 | Г1 Сход | Г2 16 | Г3 10 | 13    | 13   |
| Источники: |                  |                 |                     |      |       |      |       |       |       |         |       |       |       |      |

#### Открытый чемпионат Евроформулы
| Год        | Команда  | Шасси       | Двигатель             | 1     | 1    | 1     | 2     | 2     | 2     | 3    | 3     | 3     | 4     | 4    | 4       | 5     | 5     | 5     | 6     | 6     | 6     | 7     | 7     | 7     | 8     | 8     | 8     | Место | Очки |
| 2021       | Motopark | Dallara 320 | Volkswagen Spiess 0XY | ПОР   | ПОР  | ПОР   | ЛЕК   | ЛЕК   | ЛЕК   | СПА  | СПА   | СПА   | ХУН   | ХУН  | ХУН     | ИМО   | ИМО   | ИМО   | РБР   | РБР   | РБР   | МНЦ   | МНЦ   | МНЦ   | КАТ   | КАТ   | КАТ   | 20    | 12   |
| ---------- | -------- | ----------- | --------------------- | ----- | ---- | ----- | ----- | ----- | ----- | ---- | ----- | ----- | ----- | ---- | ------- | ----- | ----- | ----- | ----- | ----- | ----- | ----- | ----- | ----- | ----- | ----- | ----- | ----- | ---- |
| 2021       | Motopark | Dallara 320 | Volkswagen Spiess 0XY | Г1 10 | Г2 9 | Г3 12 | Г1 10 | Г2 11 | Г3 11 | Г1 8 | Г2 10 | Г3 10 | Г1 11 | Г2 9 | Г3 Сход | Г1 НУ | Г2 НУ | Г3 НУ | Г1 НУ | Г2 НУ | Г3 НУ | Г1 НУ | Г2 НУ | Г3 НУ | Г1 НУ | Г2 НУ | Г3 НУ | 20    | 12   |
| Источники: |          |             |                       |       |      |       |       |       |       |      |       |       |       |      |         |       |       |       |       |       |       |       |       |       |       |       |       |       |      |